# 阿瑪里洛瘦子
小湯瑪斯·奧斯丁·普雷斯頓（英語：Thomas Austin Preston, Jr.，1928年12月31日—2012年4月29日），綽號阿瑪里洛瘦子（Amarillo Slim），生於美國阿肯色州強森市（Johnson），美國職業賭徒，擅長德州撲克，以賭撲克牌的技術以及下賭注的技巧而聞名。他是1972年世界撲克大賽（World Series of Poker，WSOP）的冠軍得主，得過5次世界級的冠軍，包含4條WSOP的金手鍊，1992年進入撲克名人堂（Poker Hall of Fame）。

## 生平
2012年4月29日，因結腸癌病逝。